# Álex Pina
Álex Pina Calafi (Pamplona, 23 de juny de 1967) és un productor de cinema espanyol, conegut pels seus treballs en ficció com El embarcadero, Vis a vis, Los hombres de Paco, El barco, La casa de papel o Los Serrano.

## Trajectòria
Llicenciat en Ciències de la Informació per la Universitat de Navarra, va completar la seva formació amb un Màster DPPA en Producció i Programació audiovisual de la Universitat de Navarra, Curs de Postgrau en Direcció i Curs de Postgrau en Guió a l'Escola Universitària d'Arts TAI. Va començar la seva trajectòria professional com a periodista en premsa (Diario Vasco, Diario de Mallorca…) i posteriorment a Europa Press.
Entre 1993 i 1996, Pina va treballar com a guionista i redactor en l'empresa Videomedia fins que va fitxar per la productora audiovisual Globomedia el 1996 i es va incorporar al programa Caiga quien caiga com a guionista. A l'any següent, el 1997, i en la mateixa productora, va arrencar la seva carrera com a guionista de ficció en la sèrie de televisió Más que amigos. A partir d'aquí, va començar a exercir també de creador i productor executiu en ficcions espanyoles icòniques com ' Los Serrano, Los hombres de Paco y El barco.
A la fi de 2016, després del pas de Vis a vis per la cadena Antena 3, Pina va abandonar Globomedia i va fundar la seva pròpia productora anomenada Vancouver Media. El primer format d'aquesta és La casa de papel, que es va estrenar en Antena 3 el 2 de maig de 2017 amb més de quatre milions d'espectadors. La sèrie va ser distribuïda mundialment per Netflix i es va convertir en el major èxit de la seva carrera i el que va comportar la signatura d'un contracte en exclusiva amb la plataforma de streaming per a la creació i producció de sèries originals.
El gener de 2019, es va estrenar en Movistar+ la segona sèrie de la factoria de Pina: El embarcadero, una sèrie en la qual comparteix autoria amb la guionista Esther Martínez Lobato. Beta Film a signar un acord de producció i distribució amb Movistar+ pel qual El embarcadero pot veure's en més de 70 països.
Al maig de 2020, va estrenar una nova minisèrie per a Netflix anomenada White Lines que gira sobre de la desaparició d'un Dj oriünd de Manchester i el descobriment del seu cadàver dues dècades després. Alguns dels protagonistes d'aquest thriller són Juan Diego Botto, Marta Millans, Nuno Lopes, Laura Haddock o Pedro Casablanc, entre d'altres.

## Obra
| Anys      | Títol                 | Càrrec                                 | Cadena             |
| --------- | --------------------- | -------------------------------------- | ------------------ |
| 1996      | Caiga quien caiga     | Guionista                              | Telecinco          |
| 1997-1998 | Más que amigos        | Guionista                              | Telecinco          |
| 1998-2002 | Periodistas           | Productor executiu, guionista          | Telecinco          |
| 2003-2008 | Los Serrano           | Creador, productor executiu, guionista | Telecinco          |
| 2005-2010 | Los hombres de Paco   | Creador, productor executiu, guionista | Antena 3           |
| 2011-2013 | El barco              | Creador, productor executiu, guionista | Antena 3           |
| 2014      | Bienvenidos al Lolita | Creador, productor executiu, guionista | Antena 3           |
| 2015-2016 | Vis a Vis             | Creador, productor executiu, guionista | Antena 3           |
| 2017-2020 | La Casa de Papel      | Creador, productor executiu, guionista | Antena 3 / Netflix |
| 2019-2020 | El embarcadero        | Creador, productor executiu, guionista | Movistar+          |
| 2020      | White Lines           | Creador, productor executiu, guionista | Netflix            |
| TBA       | Sky Rojo              | Creador, productor executiu, guionista | Netflix            |

| Any  | Títol                      | Càrrec                                                                                          |
| ---- | -------------------------- | ----------------------------------------------------------------------------------------------- |
| 2009 | Fuga de cerebros           | Productor, guionista (Bisnaga de Plata Premi del Públic del Festival de Màlaga)                 |
| 2010 | Tres metros sobre el cielo | Productor                                                                                       |
| 2011 | Fuga de cerebros 2         | Productor, guionista                                                                            |
| 2012 | Tengo ganas de ti          | Productor                                                                                       |
| 2014 | Kamikaze                   | Director, productor, guionista (Premi del Públic del Festival Internacional de Cinema de Miami) |

## Premis

### La casa de papel
- Premi Millor Drama, International Emmy 2018.[10]
- Premi Millor Guió, IRIS; Academia de la Televisión 2017.[11]
- Premi Millor Ficció, FesTVal 2017.[12]
- Premi Millor Direcció de Ficció, FesTVal 2017.
- Premi Millor Direcció, Premis MiM Series 2017.[13]
- Millor Sèrie Dramàtica, Premis Feroz 2018, Nominada.[14]

### Vis a Vis
- Premi Descubrimiento del Año, FesTVal 2015.[15]
- Premi Millor Ficció Espanyola, Festival de Luchon, 2016.[16]
- Premi Millor Sèrie Espanyola, Fotogramas de Plata, 2016.[17]
- Premi Millor Ficció, Premis IRIS, 2016.[18]
- Premi Millor Sèrie Dramàtica, Premis Feroz, 2016.[19]

### Los Serrano
- Premi Ondas 2004 Millor Sèrie.[20]

### Periodistas
- Premi de ‘Acadèmia de l'ATV 1999.[21]
- Premis Ondas 1998 a la Millor Sèrie nacional.[20]